# Publiciste
Pour les articles homonymes, voir Publiciste (homonymie).
Ne doit pas être confondu avec Publiciste (juriste).
Un publiciste (terme un peu vieilli, plus large que journaliste) ou journaliste d'opinion est un auteur, un journaliste, un écrivain ou un scientifique qui, avec ses propres contributions (publications) — par exemple des analyses, des articles, des essais, des livres, des interviews, des chroniques, des commentaires, des discours, des critiques ou des appels — participe à la formation de l'opinion publique sur les questions d'actualité. 

## Description
Le publiciste peut également compiler les contributions d'autres auteurs sur un sujet (ou projet) spécifique et les publier sous un seul titre. 
Un journaliste salarié est considéré comme un publiciste si ses thèses, opinions ou revendications figurent en bonne place non seulement pour le ou les médias de son employeur, mais également dans d'autres médias.

## Autres significations
Die Publicisten est une valse de Johann Strauss, jouée pour la première fois à Vienne en 1868.